# Тео Вон
Теодор Капітані фон Курнатовський III (англ. Theodor Capitani von Kurnatowski III), також відомий як Тео Вон (англ. Theo Von) — американський комік, ведучий подкастів, актор і колишній учасник реаліті-шоу. Ведучий подкасту «This Past Weekend» та колишній співведучий подкасту «The King and the Sting», який вів разом із Бренданом Шаубом.

## Біографія
Народився у сім'ї Джини Капітані та Роланда Теодора Ахілла вон Курнатовського (1912—1996), який походив з Блюфілдса, Нікарагуа. Коли народився Вон, його батько мав 68 років, але Тео у своїх стендап-виступах округлює його вік до 70, щоб у такий спосіб досягти комічного ефекту. Його батько помер від раку, коли Вон мав 16 років.
Своє дитинство провів у Ковінгтоні, штат Луїзіана, зі старшим братом і двома молодшими сестрами. У чотирнадцять років пройшов процес емансипації, звільнившись від опіки дорослих. Має змішане походження: його батько, Роланд, мав польсько-нікарагуанське походження, а мати, Джина, ірландсько-італійське.
Після закінчення середньої школи Мандевіль в Мандевіллі, штат Луїзіана, Вон навчався у таких вишах як Університет штату Луїзіана, Університет Лойоли в Новому Орлеані, Університет Арізони, Чарльстонському коледжі та Коледжі Санта-Моніки. Зрештою, 2011 року отримав диплом про базову вищу освіту в Університеті Нового Орлеана.

## Кар'єра
Вон розпочав свою кар'єру на розважальному телебаченні у дев'ятнадцять років. 2000 року взяв участь у реаліті-шоу на MTV «Правила дорожнього руху: Тур максимальної швидкості», одночасно навчаючись в Університеті штату Луїзіана. Згодом приєднався до реаліті-шоу «Жадібні екстремали», спін-оффа двох інших шоу MTV — «Реальний світ» і «Правила дорожнього руху». Загалом, Вон долучився до чотирьох сезонів: «Битва сезонів» (2002), «Виклик» (2003—2004), «Битва статей II» (2004—2005) і «Свіже м'ясо» (2006). 2002 року Тео дійшов до фіналу, а потім виграв наступні два сезони. 2006 року взяв участь у четвертому сезоні «Останній комік», у якому виграв онлайн-конкурс.
У середині 2008 року долучився до реаліті-шоу «Реальність відгавкується», яке виграв, перемігши Емі Шумер, Берта Крейшера і Тіффані Геддіш.
2011 року Вон став ведучим популярного онлайн телекритичного шоу «Primetime in No Time» на Yahoo. Також вів шоу прихованої камери на «TBS» під назвою «Deal With It», виконавчим продюсером якого став Гові Мандел. Шоу тривало три сезони з 2013 по 2014 рік.
У цей час Вон почав виконувати невеликі акторські ролі у кількох телевізійних шоу, зокрема у «Усередині Емі Шумер» і «Чому? з Ганнібалом Берессом». За його словами, раніше він не дуже цікавився акторською майстерністю, хоча мав можливість зніматися в пілотних серіях серіалів і ситкомах. Причина полягала в тому, що йому не дуже подобались ці проєкти та вони часто не вписувались у його насичений графік турів і подкастів.
Навесні 2018 року на телеканалі «Comedy Central» вийшов трисерійний комедійний телесеріал Вона — «Man Up». У серпні 2019 року, Тео повідомив, що отримав роль у великобюджетному фільмі «Війна завтрашнього дня», до якого його долучив Кріс Претт, виконавець головної ролі. Однак, через кілька тижнів у своєму подкасті Вон сказав, що йому довелося відмовитися від участі у фільмі, оскільки це займало занадто багато часу.
Вон почав займатися стендапом в Луїзіані у 23-річному віці, коли після періоду роботи на «MTV», вирішив переїхати до Лос-Анджелеса та зробити кар'єру стендапера. Йому виявилось досить важко в Голлівуді, оскільки агенти вбачили в ньому зірку реаліті-шоу і скептично ставилися до нього як коміка. Йому знадобилося багато років, щоб змінити цю ситуацію та остаточно утвердитися як комік.
2006 року Вон виграв в онлайн-конкурсі, в рамках четвертого сезону шоу «Останній комік» і отримав титул «Фаворит фанів». Приблизно в цей же час почав виступати зі своїми комедійними виступами по всій країні.
2009 року Вон зробив популярним надсилання текстових повідомлень на випадкові телефонні номери та започаткував блог «розважливих текстових повідомлень».
1 червня 2012 року Вон з'явився в одному з епізодів стендаперського телешоу «The Half Hour». Також промував себе на таких проєктах, як «The Arsenio Hall Show», «Hello Ross», «Chelsea Lately», «Watch What Happens Live», «@midnight» і «This Is Not Happening». 2016 року на Netflix відбулася прем'єра його першого спешла — «Без образ» (англ. No Offense), а влітку 2019 року Вон вирушив у тримісячний тур під назвою «The Dark Arts Tour». 2021 року на Netflix вийшов другий його спешл — «Прості люди» (англ. Regular People).
2011 року вів подкаст «The Comedy Sideshow», де брав інтерв'ю у коміків та інших представників розважального бізнесу. Загалом вийшло 23 епізоди подкасту.
2015 року започаткував щотижневий подкаст «Allegedly with Theo Von & Matthew Cole Weiss» з режисером Метью Коулом Вайсом. Подкаст виходив три роки та налічує 123 епізоди.
Станом на 2023 рік Вон веде подкаст «This Past Weekend», який започаткував 2016 року.
У грудні 2018 року разом із Бренданом Шаубом заснував подкаст «King and The Sting», назва якого змінилася на «King and The Sting and Wing», коли до них долучився Кріс Д'Еліа. У листопаді 2022 року подкаст перейменовано на «The Golden Hour», а Вон покинув проєкт, поступившись місцем Еріку Гріффіну.
Крім того, Вон — частий гість у різноманітних подкастах коміків, зокрема з'являвся на таких подкастах як: «The Joe Rogan Experience» Джо Рогана, «The Church of What's Happening Now» Джої Діаза, «The Fighter and the Kid» Браяна Коллена та Брендана Шауба, «TigerBelly» Боббі Лі та на шоу Адама Королла.

## Особисте життя
З 2020 року живе в Нешвіллі, штат Теннессі, де купив будинок, який раніше належав Дереку Мейсону, колишньому тренеру Вандербільта. Вон також володіє квартирою в Лос-Анджелесі, Каліфорнія.
Мав брата Роланда вон Курнатовського молодшого (н. 1951), який загинув 2019 року внаслідок випадкового пострілу з вогнепальної зброї. У Вона також є старша сестра Джоан (н.1941), яка є художницею.